# Erzbistum León
Das Erzbistum León (lat.: Archidioecesis Leonensis, span.: Arquidiócesis de León) ist eine in Mexiko gelegene römisch-katholische Erzdiözese mit Sitz in León.

## Geschichte
Das Bistum León wurde am 26. Januar 1863 durch Papst Pius IX. aus Gebietsabtretungen des Erzbistums Michoacán errichtet und diesem als Suffraganbistum unterstellt. Am 13. Oktober 1973 gab das Bistum León Teile seines Territoriums zur Gründung des mit der Apostolischen Konstitution Scribae illi Evangelico errichteten Bistums Celaya ab. Das Bistum León wurde am 5. November 1988 durch Papst Johannes Paul II. mit der Apostolischen Konstitution Nihil optabilius dem Erzbistum San Luis Potosí als Suffraganbistum unterstellt. Am 3. Januar 2004 gab das Bistum León Teile seines Territoriums zur Gründung des mit der Apostolischen Konstitution Venerabiles Fratres errichteten Bistums Irapuato ab.
Das Bistum León wurde am 25. November 2006 durch Papst Benedikt XVI. mit der Apostolischen Konstitution Mexicani populi zum Erzbistum erhoben.

## Ordinarien

### Bischöfe von León
- José María de Jesús Diez de Sollano y Dávaols, 1863–1881
- Tomás Barón y Morales, 1882–1898
- Santiago de los Santos Garza Zambrano, 1898–1900, dann Erzbischof von Linares o Nuevo León
- Leopoldo Ruiz y Flóres, 1900–1907, dann Erzbischof von Linares o Nueva León
- José Mora y del Rio, 1907–1908, dann Erzbischof von Mexiko-Stadt
- Emeterio Valverde y Télles, 1909–1948
- Manuel Martín del Campo Padilla, 1948–1965, dann Koadjutorerzbischof von Morelia
- Anselmo Zarza Bernal, 1966–1992
- Rafael Garcia González, 1992–1994
- José Guadalupe Martín Rábago, 1995–2006

### Erzbischöfe von León
- José Guadalupe Martín Rábago, 2006–2012
- Alfonso Cortés Contreras, 2012–2024
- Jaime Calderón Calderón, seit 2024